# Adelio Ferrero
Adelio Ferrero (Alessandria, 10 luglio 1935 – Bologna, 23 settembre 1977) è stato un critico cinematografico e storico del cinema italiano.

## Biografia
Scrisse sulle pagine di Cinema Nuovo dal 1956 al 1970, quando abbandonò la rivista per disaccordi con il direttore Guido Aristarco. Dal 1961 al 1971 pubblicò articoli di cinema e televisione sulla rivista socialista Mondo Nuovo. Nel 1974 fonda per Marsilio la rivista trimestrale Cinema e cinema, di cui è primo direttore. 
Fu il primo presidente dell'Azienda Teatrale Alessandrina. Fu docente di storia del cinema all'Università di Pavia, all'Università di Milano e al DAMS di Bologna.
Tra le sue numerose pubblicazioni si segnalano la curatela di Storia del cinema italiano (1976-1978), Il cinema di Pier Paolo Pasolini (1977) e le monografie su Jean-Luc Godard, Robert Bresson, Jules Dassin. I suoi scritti critici sono raccolti in Dal cinema al cinema (1980) e in Da un cinema a un altro cinema (2005) a cura di Lorenzo Pellizzari.
Morì a Bologna per le conseguenze di un'epatite all'età di 41 anni.

## Il Premio Adelio Ferrero
A partire dal 1978 si tiene ad Alessandria un premio annuale intitolato al suo nome, destinato ai giovani saggisti e critici cinematografici. È organizzato dal Circolo del Cinema Adelio Ferrero insieme al Comune di Alessandria e altre realtà. Viene conferito nel mese di ottobre, durante il Festival Adelio Ferrero Cinema e Critica, con la direzione artistica di Roberto Lasagna e Giorgio Simonelli.